# Borski (herb szlachecki)

Herb

Borski (Borski I, Noga) – polski herb szlachecki, używany przez rodzinę osiadłą na Kaszubach.

## Opis herbu
Opis z wykorzystaniem zasad blazonowania, zaproponowanych przez Alfreda Znamierowskiego:
W polu czerwonym noga obnażona po kolano, przeszyta strzałą srebrną w skos, na opak.
W klejnocie nad hełmem w koronie skrzydło orle.
Labry czerwone, podbite srebrem.

## Najwcześniejsze wzmianki
Używany przez rodzinę osiadłą w Borczu (dawniej jako Borszcz) koło Kartuz, wzmiankowany przez Niesieckiego. Pojawia się także w herbarzach Bonieckiego, Ostrowskiego, Żernickiego (Die Polnischen Stammwappen), Dachnowskiego (Herbarz szlachty Prus Królewskich w XVIII w.) oraz w Tablicach odmian Chrząńskiego. W roku 1844 wylegitymowała się z tym herbem ze szlachectwa rodzina mieszkająca w Kongresówce. Według Juliusza Karola Ostrowskiego znany w Polsce od XV wieku.

## Herbowni
Borski.
Istniały inne rodziny, zamieszkujące teren Kaszub, o tym samym nazwisku, używające innych herbów (Borski II, Borski III). Heraldycy niejednokrotnie mieszali te rodziny i ciężko jest dzisiaj je rozróżnić.